# Ö
Ö, ö — літера розширеного латинського алфавіту або символ, утворений буквою O з умлаутом. Використовується у кількох розширених латинських абетках, зокрема в німецькій, шведській, угорській, фінській, естонській, кримськотатарській, турецькій, туркменській, букмол, ісландській, азербайджанській та в деяких інших абетках. Зазвичай означає звук [ø].
При відсутності знаку ö в доступному наборі символів, його, як правило, замінюють диграфом oe.

## Передача українською
Згідно з українським правописом 2019 року (§ 132) ö, ø, ое, eu передаються літерою е.

## Кодування
| Літера | HTML   | Юнікод | TeX     | Win Code, Alt+(Num) |
| ------ | ------ | ------ | ------- | ------------------- |
| Ö      | &Ouml; | U+00D6 | \ddot O | 0214                |
| ö      | &ouml; | U+00F6 | \ddot o | 0246                |